# Merrilyn Gann
Merrilyn Gann (Vancouver, 3 januari 1963) is een Canadese actrice en stemactrice.

## Carrière
Gann begon in 1977 met acteren in de film Why Shoot the Teacher?, waarna zij nog meerdere rollen speelde in films en televisieseries. Zij is onder andere bekend van haar rol als Rose Abbott in de televisieserie Everwood, waar zij in 76 afleveringen speelde (2002-2006). Als stemactrice is zij onder andere bekend met haar stem in Sherlock Holmes in the 22nd Century (1999-2001) en Sonic Underground (1999-2000). In 1999 werd Gann genomineerd voor een Leo Award voor haar rol in de film Heart of the Sun.

## Filmografie

### Films
Uitgezonderd korte films.
- 2013 End of the World - als Betty Palmer
- 2012 Smart Cookies - als oma
- 2012 The Woodcarver - als Christine
- 2011 Ice Road Terror - als Beryl Lowman
- 2011 Marley & Me: The Puppy Years - als mrs. Crouch
- 2010 Freshman Father - als mrs. Patton
- 2009 2012 - als Duitse kanselier
- 2009 Barbie and the Three Musketeers - als Madame de Bossé (stem)
- 2009 Angel and the Bad Man - als Virginia
- 2007 Crossroads: A Story of Forgiveness - als de rechter
- 2003 The Hot Karl II - als moeder van Manny
- 2002 Sabrina the Teenage Witch in Friends Forever - als miss Hag (stem)
- 2002 Bang Bang You're Dead - als assistente van Meyer
- 2002 I Was a Teenage Faust - als Grace
- 2001 The Hot Karl - als moeder van Manny
- 2000 Personally Yours - als Ellen
- 2000 How to Kill Your Neighbor's Dog - als verpleegster
- 2000 Best in Show - als gaste op feest van Cabbot
- 2000 Ratz - als moeder van Tod
- 2000 Mr. Rice's Secret - als moeder van Veg
- 1999 A Cooler Climate - als serveerster van Stevenston
- 1999 A Murder on Shadow Mountain - als Patrice
- 1999 Resurrection - als Abby
- 1998 Heart of the Sun - als Edna
- 1997 Medusa's Child - als moeder van Patty
- 1997 Married to a Stranger - als Phyllis
- 1997 The Accident: A Moment of Truth Movie - als rechter
- 1997 Intensity - als Tight Shoes
- 1997 Bliss - als motelvrouw
- 1997 Their Second Chance - als Lillian
- 1997 A Child's Wish - als dr. Cross
- 1996 Sweet Dreams - als Stevie
- 1996 Abducted: A Father's Love - als maatschappelijk werkster
- 1996 A Kidnapping in the Family - als Jean McAvoy
- 1994 My Name Is Kate - als Janet
- 1993 No Child of Mine - als huisvrouw
- 1993 Other Women's Children - als Mary Pat
- 1991 Mystery Date - als mrs. McHugh
- 1989 The Lady Forgets - als vrouw in galerie
- 1989 Immediate Family - als moeder van Kristin
- 1989 Project A-Ko 4: Final - als Engelse stem
- 1989 American Boyfriends - als moeder van Julie
- 1988 Project A-Ko 3: Cinderella Rhapsody - als Engelse stem
- 1988 Laura Lansing Slept Here - als talkshowpresentatrice
- 1987 Deep Dark Secrets - als Susan
- 1987 Roxanne - als mrs. Quinn
- 1987 Project A-Ko 2: Daitokuji zaibatsu no inbô - als Engelse stem
- 1977 Why Shoot the Teacher? - als Sheila Barnes

### Televisie/Animatieseries
Uitgezonderd eenmalige gastrollen.
- 2010 Life Unexpected - als schoolhoofd Dugan - 2 afl.
- 2002-2006 Everwood - als Rose Abbott - 76 afl.
- 1999-2001 Sherlock Holmes in the 22nd Century - als diverse stemmen - 26 afl.
- 1999-2000 Sonic Underground - als diverse stemmen - 40 afl.

- International Standard Name Identifier: 0000 0003 6708 1207
- Library of Congress Control Number: no2012001872
- Virtual International Authority File: 231372067
- WorldCat: E39PBJkXqyC4HT47pRPJRjJFKd